# Crises (Mike Oldfield)
Crises is het achtste studioalbum van Mike Oldfield. Op het album staat zijn hit Moonlight shadow.

## Inleiding
In navolging van voorgaande album ontwikkelde Mike Oldfield ook met Crises muziek die meer aansloot bij de gangbare popmuziek, daarbij de progressieve rock niet loslatend, maar waar hij steviger elementen integreerde. Opnamen begonnen nadat zijn "Five miles out wereldtournee" in 1982 was afgerond. Hij trok zich met musici uit die wereldtoer terug in zijn woning en geluidsstudio Tilehouse in Denham (Buckinghamshire).  
Het album werd gestoken in een diepgroene hoes ontworpen door Terry Ilott. Het laat een toren zien omringd door water en gadegeslagen door een man op de kade, staande voor muziek (toren) en Oldfield (man).

## Musici
- Mike Oldfield – alle muziekinstrumenten behalve
- Maggie Reilly – zang op Moonlight shadow, Foreign affair
- Jon Anderson – zang op High places
- Roger Chapman – zang op Shadow on the wall
- Simon Phillips – drumstel
- Ant Glynne – gitaar op Crises en Shadow on the wall
- Rick Fenn – gitaar op Crises
- Phil Spalding – basgitaar op Crises en Moonlight shadow
- Pierre Moerlen – vibrafoon op High places

Voor het nummer Mistake, dat alleen op de Amerikaanse elpeepersing voorkomt:
- Maggie Reilly – zang
- Ginny Clee – synthesizer
- Tim Renwick – gitaar
- Morris Pert – drumstel

Oldfield ontmoette naar eigen zeggen Jon Anderson van Yes en Roger Chapman van Family in een gezamenlijke barbezoek.

## Muziek
De Europese en Amerikaanse versie van de elpee verschilden. Bij heruitgaven op compact disc werd wereldwijd gekozen voor de Europese versie.

### Europese persing
| Nr. | Titel             | Duur  |
| --- | ----------------- | ----- |
| 1.  | Crises (Oldfield) | 20:40 |

| Nr. | Titel                         | Duur |
| --- | ----------------------------- | ---- |
| 1.  | Moonlight shadow (Oldfield)   | 3:34 |
| 2.  | In high places (Oldfield)     | 3:33 |
| 3.  | Foreign affair (Oldfield)     | 3:53 |
| 4.  | Taurus 3 (Oldfield)           | 2:25 |
| 5.  | Shadow on the wall (Oldfield) | 3:09 |

### Amerikaanse persing
| Nr. | Titel                         | Duur |
| --- | ----------------------------- | ---- |
| 1.  | Mistake (Oldfield)            |      |
| 2.  | In high places (Oldfield)     |      |
| 3.  | Foreign affair (Oldfield)     |      |
| 4.  | Taurus 3 (Oldfield)           |      |
| 5.  | Shadow on the wall (Oldfield) |      |
| 6.  | Moonlight shadow (Oldfield)   |      |

| Nr. | Titel             | Duur |
| --- | ----------------- | ---- |
| 1.  | Crises (Oldfield) |      |

De opzet van het album was gelijk aan voorgaande albums; een lange track op één zijde en kortere tracks op de andere zijde. Zo was er volgens Oldfield "voor elk wat wils". Het lange nummer Crises haalde volgens Oldfield hetzelfde peil als de muziek op Tubular Bells. De kortere nummers werden op Taurus 3 na alle op single uitgegeven met wisselend succes. Mistake was een single dat officieel niet op het album stond, maar wel werd bijgeperst bij de Amerikaanse elpeeversie. 

## Ontvangst
Afgaande op de albumlijsten in Europa werd het album in vergelijking op de voorgaande albums bijzonder goed verkocht. In diverse landen werden hoge noteringen gehaald, behalve in Frankrijk (slechts 1 week notering en nog wel op plaats 144). Duitsland (51 weken notering), Zweden (14 weken) en Noorwegen (20 weken) lieten zelfs een nummer 1-notering zien. In Engeland bereikte het een zesde plaats en stond dertig weken genoteerd. In Nederland stond het dertig weken genoteerd met een hoogste plaats op nummer 2; Michael Jackson met Thriller zat hem meerdere werken dwars. De ontvangst binnen de Nederlandse pers was wisselend. Het Algemeen Dagblad (20 juli 1983) vond dat Oldfield terug was op zijn oude niveau, maar schreef daarbij voornamelijk over voorgaande albums.   Het kon niet voorkomen dat OOR's Popencyclopedie (versie 1992 en 1995) Oldfield niet meer als belangrijk artiest bespraken (alleen nog in verzamelartikel of symfonische rock) en versie 1995 vermeldt Crises is het geheel niet meer.

## Nasleep
Ook met dit album ging Oldfield op tournee. In 2013 volgde een uitgebreide heruitgave via Mercury Records. Er kwamen twee edities; een enkele compact disc en een set met vijf discs, waarvan er één gewijd was aan een optreden van 22 juli 1983 in de Wembley Arena tijdens de genoemde toer.
Tubular Bells · Hergest Ridge · Ommadawn · Incantations · Platinum · QE2 · Five miles out · Crises · Discovery · The Killing Fields · Islands · Earth Moving · Amarok · Heaven's open · Tubular Bells II · The songs of distant earth · Voyager · Tubular Bells III · Guitars · The Millennium Bell · Tr3s lunas · Tubular Bells 2003 · Light + Shade · Music of the Spheres · Man on the Rocks · Return to Ommadawn ·